# Sigh
Sigh (サイ, [sai]) je japonská avant-garde/black metalová hudební skupina z Tokia založená v roce 1989 pod názvem Ultra Death v sestavě Mirai Kawašima (vokály, klávesy a baskytara), Satoši Fudžinami (kytara) a Kazuki Ozeki (bicí). V roce 1990 došlo k přejmenování na Sigh.
Sigh se inspirovali thrash metalovými spolky z 80. let 20. století (např. Kreator) i ranými black metalovými kapelami (Venom, Celtic Frost). Používali často klávesy, čímž se řadí mezi první black metalové skupiny využívající tento hudební nástroj. Po dvou demech vyšlo u americké firmy Wild Rags Records jejich první EP Requiem for Fools, to zaujalo mj. frontmana legendární norské smečky Mayhem Euronymouse, který se Sigh podepsal smlouvu na debutní studiové album u svého vydavatelství Deathlike Silence Productions. To nese název Scorn Defeat a bylo vydáno až po násilné smrti Euronymouse v roce 1993.

## Diskografie
Dema
- Desolation (1990)
- Tragedies (1990)
- Scorn Defeat (1993)

Studiová alba
- Scorn Defeat (1993)
- Infidel Art (1995)
- Hail Horror Hail / 恐怖万歲 (1997)[2]
- Scenario IV: Dread Dreams (1999)
- Imaginary Sonicscape (2001)
- Gallows Gallery (2005)
- Hangman's Hymn – Musikalische Exequien (2007)
- Scenes from Hell (2010)
- In Somniphobia (2012)
- Graveward (2015)
- Heir to Despair (2018)

EP
- Requiem for Fools (1992)
- Ghastly Funeral Theatre / 葬式劇場 (1997)[1]
- The Curse of Izanagi (2010)

Kompilační alba
- Eastern Darkness (2021)

Tributní alba
- To Hell and Back: Sigh's Tribute to Venom (1995)
- A Tribute to Venom (2008) – 12" vinyl (33⅓ RPM) + CD

Živé nahrávky
- The Eastern Force of Evil: Live '92-'96 (1997)
- Scorn Defeat 20th Anniversary Gig (2013)

Box sety
- 1998–2008 (2018)
- Sigh 30th Anniversary Deluxe Boxset (2020)

Split nahrávky
- několik split nahrávek